# Firebug
Firebug – wtyczka dla przeglądarki internetowej Firefox, będąca pierwszym kompleksowym debuggerem stworzonym dla przeglądarek, została stworzona w 2006 roku przez Joe Hewitta. Narzędzie to umożliwia między innymi podgląd kodu HTML, edycję kaskadowych stylów (CSS) oraz debugowanie JavaScript.
Po stworzeniu wbudowanych narzędzi – Firefox DevTools – rozwój wtyczki był stopniowo wygaszany, a funkcje przenoszone. Wtyczka nie jest obecnie utrzymywana, a oficjalna witryna sugeruje korzystanie z wbudowanych narzędzi Firefoksa.

## Najważniejsze funkcje
- podgląd i edycja kodu HTML, kaskadowych stylów CSS oraz JavaScript,
- debugowanie krokowe oraz wykonywanie kodu JavaScript,
- wizualizacja metryki dla CSS,
- podgląd czasu ładowania każdego z plików strony (HTML, CSS, JavaScript, obrazków),
- konsola, która wyświetla szczegółowy opis błędu.

Jednocześnie wtyczka Firebug umożliwia budowanie nowych wtyczek, które rozszerzają jego możliwości (wśród nich można wymienić YSlow).
Wtyczka bardzo przydatna dla programistów i webmasterów podczas testowania serwisów internetowych.

## Pochodzenie nazwy
Firebug to angielska nazwa kowala bezskrzydłego (Pyrrhocoris apterus) – owada z rzędu pluskwiaków.